# 14 september
14 september är den 257:e dagen på året i den gregorianska kalendern (258:e under skottår). Det återstår 108 dagar av året.

## Namnsdagar

### Svenska almanackan
- Nuvarande – Ida och Ronja

- Föregående i kronologisk ordning[1][2]

- Före 1901 – Korsmässa eller Korsmässa om hösten

Denna benämning på dagens datum utgick 1901. Den stod där till minne av att 14 september skulle ha varit den dag, då man upphöjde Jesu kors. Det hade också den något mer fullständiga benämningen Korsmässa om hösten, eftersom det också fanns en Korsmässa om våren (3 maj).
- 1901–1985 – Ida

infördes på dagens datum 1901 och har funnits där sedan dess. Att det infördes just här berodde på en liten ordvits från namnlängdskommitténs sida. Tidigare hade det stått Korsmässa här och just då var visan Kors på Idas grav mycket populär.
- 1986–1992 – Ida, Idar och Vida

Idar och Vida infördes på dagens datum 1986, men utgick 1993.
- 1993–2000 – Ida och Ellida

Ellida infördes 1986 på 16 november i formen Elida. 1993 flyttades det till dagens datum, varvid formen ändrades till Ellida, men det utgick 2001.
- 2001–2017 – Ida
- Från 2018 – Ida och Ronja

Ronja infördes 1993 på 8 april, men utgick 2001. 2018 återkom det på dagens datum, för att stå här tillsammans med Ida, då båda namnen har blivit populära genom Astrid Lindgrens böcker (Ronja rövardotter och Emil i Lönneberga).

### Finlandssvenska almanackan
- Nuvarande från 1929[3] – Ida
- I föregående revideringar[a][4]
  - inga ändringar sedan 1929

## Händelser
- 81 – Domitianus blir kejsare av det romerska riket efter hans bror Titus dödas.
- 629 – Kejsare Heraclius går in i Konstantinopel i triumf efter sin seger över Persiska riket.
- 919 – Slaget vid Islandbridge.
- 1180 – Slaget vid Ishibashiyama.
- 1402 – Slaget vid Homildon kulle resulterar i en engelsk seger över Skottland.
- 1515 – Slaget vid Marignano, där franska trupper under Frans I besegrar Milanos schweiziska legotrupper.
- 1607 – Jarlarnas flykt.
- 1682 – Bishop Gore School, en av de äldsta skolorna i Wales, grundas.
- 1706 – Freden i Altranstädt sluts mellan Sverige och Sachsen.
- 1742 – Georg Friedrich Händel har fått klart ett oratorium.
- 1752 – Brittiska imperiet inför gregorianska kalendern.
- 1763 – Slaget vid Djävulens hål äger rum nära Niagara Gorge. När människorna tillhörande irokeserna visar sig vara många fler än britterna och går till anfall, börjar britterna fly. Man lyckas skära av flyktvägen för en del och 102 personer tillhörande brittiska hären dödas. Ingen person av de som tillhörde irokeserna omkommer, bara en skadas. Händelsen har senare ofta blivit kallad för djävulens hål-massakern.[5]
- 1808 – Svenskt nederlag mot Ryssland i slaget vid Oravais.
- 1812 – Moskva bränns av ryssarna för att förhindra staden från att falla i fransmännens händer. Napoleon I och hans armé tågar in i en ödelagd stad.
- 1814 – USA:s nationalsång, The Star-Spangled Banner, skrivs av Francis Scott Key.
- 1860
  - James Ferguson upptäcker asteroid 60 Echo.
  - Otto Lesser och Wilhelm Julius Foerster upptäcker asteroid 62 Erato.
- 1862
  - Amerikansk seger i slaget vid Cramptons gap i USA.[6][7]
  - Amerikansk seger i slaget vid södra berget i USA.[8]
  - Slaget vid Munfordville.
- 1864 – James Craig Watson upptäcker asteroid 79 Eurynome.
- 1882 – Fartyget SS Asia förliser vid Georgian Bay. En del personer lyckas ta sig till livbåtar men den väldigt höga sjön välter omkull livbåtarna. 123 av 125 ombordvarande som omkommer. Två personer kommer i land levande och är de enda överlevande.
- 1901 – USA:s 25:e president, William McKinley avlider efter att ha blivit skjuten av en anarkist då han invigde en utställning i Buffalo, New York (den 6 september samma år).
- 1914 – Slaget vid Trindade. Ett fartyg träffas av en torped och får slagsida och sjunker sedan snabbt. Omkring 50 personer kan ha omkommit.[9]
- 1916 – Under de flera slagen vid Isonzo, inträffar det 7:e slaget.[10]
- 1925 – Sveriges kvinnliga idrottsförbund (SKI) bildas, möte i Göteborg.
- 1927 – Danspionjären Isadora Duncan omkommer i en bilolycka i Nice.[11]
- 1933 – Den svenska flygplanskryssaren HMS Gotland sjösätts.
- 1940 – Efter att två ungerska soldater omkommit i en oavsiktlig explosion sprider sig ett rykte om att de dödats av rumäner. Som ett resultat har den ungerska armén urskillningslöst dödat civila obeväpnade rumänska personer i staden Sălaj i norra Transsylvanien och i omgivningarna. 158 rumänska civila dödas av den ungerska armén. En annan källa uppger att det var många fler och att 477 civila personer massakrerades bara inom Sălaj som var det värst drabbade området.[12] Det är en etnisk rensning.
- 1944 – Den baltiska offensiven inleds. Röda armén börjar ta tillbaka de baltiska staterna.
- 1953 – Jordbävning med magnitud på 6,8 på richterskalan, som är den mest destruktiva jordbävningen någonsin i Suva i Fijis historia. Jordbävningen ger upphov till en tsunami som fem personer omkom i. Tre personer omkommer i Suva, två personer i Nakasaleka och 20 drabbas av allvarliga personskador. En kaj, flera broar och byggnader skadas allvarligt i Suva.
- 1954 – I ett topphemligt kärnvapentest fäller en sovjetisk Tu-4-bombare ett 40 kilotonsbomb strax norr om byn Totskoye.
- 1958
  - De första två tyska efterkrigsraketerna, designade av den tyska ingenjören Ernst Mohr, når den övre atmosfären.
  - Ingemar Johansson besegrar världstvåan i tungvikt Eddie Machen i första ronden inför 53.000 åskådare på Nya Ullevi i en kvalificeringsmatch där vinnaren skulle få möta regerande världsmästaren Floyd Patterson.
- 1960 – Opec grundas.
- 1966 – Operation Attleboro inleds.
- 1975 – Det första amerikanska helgonet, Elizabeth Ann Seton blir kanoniserad av påven Paulus VI.
- 1979 – Statskupp i Afghanistan.
- 1982 – Libanons president Bashir Gemayel dödas vid ett bombattentat i Beirut.
- 1984 – Joseph Kittinger blir den första personen att flyga i en gasballong ensam över Atlanten.
- 1985 – Pinangbron öppnas. Det är den längsta bron i Malaysia som förbinder ön Penang med fastlandet. Brons totala längd är 13,5 km, vilket gör den till en av världens längsta broar.
- 1986 – Polen utlyser amnesti för politiska fångar. Flera ledande personer inom den förbjudna fackföreningen Solidaritet friges.
- 1987
  - En tankbil exploderar efter att ha vält i en rondell i Stockholm. Föraren omkommer.[13]
  - Anker Jørgensen avgår som partiledare för Danmarks socialdemokrater.
- 1994 – Under 2004 uppdagas det att passagerarfärjan M/S Estonia ska ha smugglat hemlig militärutrustning för första gången denna dag 1994.[14][15]
- 1995 – Jordbävning i Ometepec Mexiko med magnituden 7,4 och minst 3 personer omkommer.[16]
- 1998 – Den dagliga listprogrammet Total Request Live med sändningar från Times Square i New York har premiär på MTV.
- 1999 – Kiribati, Nauru och Tonga blir medlemmar i Förenta nationerna.
- 2000 – Microsoft lanserar Windows Me och är det sista operativsystemet som bygger på MS-DOS.[17] Operativsystemet blir det mest kritiserade operativsystemet från Microsoft på grund av påtagliga stabilitetsproblem.
- 2001
  - George W. Bush besöker Ground zero för första gången efter 11 september-attackerna och håller ett tal med en högtalare.[18]
  - En historisk nationell bönetjänst hålls vid Washingtons nationella katedral för offren under 11 september-attackerna. En liknande tjänst hålls i Ottawa på Parliament hill, den största som någonsin hållits i landets huvudstad.
- 2003
  - Sverige håller folkomröstning om införadet av euron.
  - Estland håller folkomröstning om att gå med i Europeiska unionen och ja-sidan vinner.[19]
- 2004 – Ett bombattentat inträffar i Bagdad utanför polisens huvudkontor och 47 personer omkommer och 114 skadas.[20]
- 2005 – Ett bombattentat och samtidigt en del attacker inträffar i Bagdad och fler personer omkommer än vid något tidigare bombattentat sedan den amerikanska invasionen. Antalet döda beräknas till 182 (varav 112 av en bilbombsexplosion). 679 personer skadas av bombattentatet och attackerna.[21][22][23][24] Denna dag noteras som den värsta dödsdagen i huvudstaden sedan amerikanska invasionen i mars 2003.[25] al-Qaida är hjärnan bakom attackerna.
- 2007
  - Svenskspråkiga Wikipedia passerar 250 000 artiklar, och är därmed den tionde Wikipedian att uppnå den omfattningen. Totalt har Wikipedia (alla språkversioner) nära 8,5 miljoner artiklar.
  - Banken Northern Rock hamnar i uttagsanstormning.
- 2008 – Aeroflot Flight 821 kraschar vid Perm, Ryssland och alla 88 personer ombord omkommer. Det är den dödligaste olyckan med en Boeing 737-500. Olyckan överträffar till exempel kraschen med Asiana Airlines Flight 733 1993 samt är den andra dödligaste flygolyckan under 2008 efter Spanair Flight 5022.
- 2012 – En betydande dokumentärfilm om Olof Palme har premiär.[26] Dokumentären är gjord av Kristina Lindström och Maud Nycander och blir den mest sedda dokumentären någonsin sedan Stefan Jarls film ”Ett anständigt liv” från 1979.[27]
- 2014
  - Riksdagsval hålls i Sverige.
  - Soraya Post håller sitt berömda brandtal under Feministiskt initiativ:s valvaka i samband med riksdagsvalet 2014.
  - En båt med cirka 250 flyktingar som försöker nå Europa förliser utanför Libyen. Endast 26 personer räddas och hundratals personer drunknar.[28]
  - Iphone 6 börjar säljas.
- 2018 – Orkanen Florence drar in över USA.

## Födda
- 1737 – Michael Haydn, österrikisk kompositör.
- 1739 – Pierre Samuel du Pont de Nemours, fransk nationalekonom.
- 1769 – Alexander von Humboldt, tysk naturforskare.
- 1774 – Lord William Bentinck, brittisk politiker och militär.
- 1791 – Franz Bopp, tysk språkvetare.
- 1805 – Hans Magnus Melin, teolog, professor vid Lunds universitet, dess rektor 1852–1853, ledamot av Svenska Akademien.
- 1811 – Johan Raattamaa, finländsk predikant, laestadianernas andlige ledare.
- 1838 – Hanna Ouchterlony, Frälsningsarméns grundare i Sverige.
- 1849 – Ivan Pavlov, rysk fysiolog och pedagog, mottagare av Nobelpriset i fysiologi eller medicin 1904.
- 1859
  - Janis Cakste, Lettlands president 1922-1927.
  - Sir William Robert Robertson, brittisk fältmarskalk.
- 1864 – Robert Cecil, 1:e viscount Cecil av Chelwood, brittisk advokat, parlamentsledamot och minister, mottagare av Nobels fredspris 1937.
- 1873 – Josiah Bailey, amerikansk demokratisk politiker, senator (North Carolina) 1931–1946.
- 1881 – Hjördis Gille, svensk skådespelare.
- 1885 – Lili Ziedner, svensk skådespelare.
- 1886 – Jan Masaryk, tjeckoslovakisk politiker.
- 1891 – Semmy Friedmann, svensk skådespelare.
- 1895 – Robert A. Lovett, amerikansk affärsman och politiker, USA:s försvarsminister 1951–1953.
- 1899 – Josef Meisinger, tysk SS-officer, dömd krigsförbrytare.
- 1903 – Håkan Jahnberg, svensk skådespelare.
- 1905 – Gösta Jonsson, svensk musiker, kapellmästare, sångare och skådespelare.
- 1906 – Tord Stål, svensk skådespelare.
- 1909 – Lennart Geijer, svensk politiker (S) och jurist, statsråd.
- 1910 – Lasse Dahlquist, svensk kompositör, vissångare och skådespelare.
- 1911 – Rune Waldekranz, svensk filmproducent, manusförfattare, författare och filmforskare.
- 1913 – Annalisa Ericson, svensk skådespelare, dansös och revyartist.
- 1914
  - Lída Baarová, tjeckisk skådespelare.
  - Clayton Moore, amerikansk skådespelare.
- 1916 – Erik Dahmén, professor i nationalekonomi.
- 1920 – Stellan Agerlo, svensk skådespelare.
- 1927 – Janet Davies, brittisk skådespelare.
- 1928 – Dick Clark, amerikansk demokratisk politiker, senator (Iowa) 1973–1979.
- 1929 – Hans Clarin, tysk skådespelare.
- 1934 – Kate Millett, amerikansk författare och feminist.
- 1935 – Hans Bergström, svensk regissör och skådespelare.
- 1936 – Ferid Murad, albansk-amerikansk farmakolog, mottagare av Nobelpriset i fysiologi eller medicin 1998.
- 1944 – Günter Netzer, tysk fotbollsspelare.
- 1946 – Ron Lewis, amerikansk republikansk politiker, kongressledamot 1994–2009.
- 1947 – Sam Neill, nyzeeländsk skådespelare.
- 1949 – Tommy Seebach, dansk musiker.
- 1951
  - Jörgen Andersson, svensk skådespelare, dramaturg och pedagog.
  - Duncan Haldane, brittisk fysiker, mottagare av Nobelpriset i fysik 2016.
- 1952 – Pierre Dahlander, svensk skådespelare.
- 1954 – David Wojnarowicz, amerikansk konstnär och författare.
- 1956 – James Clappison, brittisk parlamentsledamot för Conservative Party 1992–.
- 1959 – Morten Harket, norsk popmusiker i gruppen a-ha.
- 1963 – Anders Norrback, finländsk politiker.
- 1964 – Faith Ford, amerikansk skådespelare.
- 1965
  - Dmitrij Medvedev, rysk president 2008–2012, premiärminister 2012–2020.
  - Johan Pråmell, svensk artistagent och tv-producent.
- 1973 – Nas, eg. Nasir Bin Olu Dara Jones, amerikansk musiker.
- 1974 – Hicham El Guerrouj, marockansk medeldistanslöpare.
- 1977
  - Laura Räty, finländsk samlingspartistisk politiker.
  - Malik Bendjelloul, svensk dokumentärfilmare, journalist och tidigare barnskådespelare.
- 1978 – Per Ledin, svensk ishockeyspelare för Luleå HF, forward.
- 1981
  - Miyavi, japansk artist.
  - Sarah Dawn Finer, svensk sångare och skådespelare.
- 1983
  - Mohammad Reza Khalatbari, iransk fotbollsspelare.
  - Khosro Heydari, iransk fotbollsspelare.
  - Amy Winehouse, brittisk sångare.
- 1986 – Ai Takahashi, japansk sångerska.
- 1988 – Martin Fourcade, fransk skidskytt.
- 1997 – Benjamin Ingrosso, svensk artist och låtskrivare.

## Avlidna
- 258 – Thascius Caecilius Cyprianus, biskop av Karthago, kyrkofader, helgon
- 407 – Johannes Chrysostomos, grekisk kyrkofader
- 891 – Stefan V, påve
- 919 – Niall Glúndub, storkonung av Irland
- 1523 – Hadrianus VI, 64, påve
- 1712 – Giovanni Domenico Cassini, 87, italiensk astronom
- 1730 – Sophia Elisabet Brenner, 71, svensk författare
- 1743 – Nicolas Lancret, 53, fransk målare
- 1759 – Louis-Joseph de Montcalm, 47, fransk överbefälhavare i Nordamerika under sjuårskriget. Han stupade i slaget vid Québec
- 1820 – François Joseph Lefebvre, 64, fransk militär, marskalk av Frankrike
- 1836 – Aaron Burr, 80, amerikansk politiker, vicepresident
- 1852 – Arthur Wellesley, hertig av Wellington, 83, brittisk hertig, politiker, bland annat premiärminister och militär
- 1876 – Robert Rhett, 75, amerikansk politiker
- 1901 – William McKinley, 58, amerikansk politiker, USA:s president sedan 1897[29]
- 1927
  - Hugo Ball, 41, tysk författare och medgrundare till Dadaismrörelsen i Zürich
  - Isadora Duncan, 50, amerikansk dansös och koreograf
- 1937 – Tomáš Garrigue Masaryk, 87, Tjeckoslovakiens förste president
- 1945 – Marie Christensen, 74, dansk socialdemokratisk politiker, bland annat verksam för att förbättra tjänsteflickornas situation[30]
- 1949 – Zara Backman, 73, svensk skådespelare
- 1980 – Inga-Bodil Vetterlund, 66, svensk skådespelare
- 1981 – Michael DiSalle, 73, amerikansk demokratisk politiker, guvernör i Ohio
- 1982
  - Bashir Gemayel, 34, libanesisk militär och politiker
  - Grace Kelly, 52, amerikansk skådespelare, furstinna av Monaco
  - Kristján Eldjárn, 65, isländsk politiker (president)
- 1984 – Janet Gaynor, 77, amerikansk skådespelare
- 1998 – Yang Shangkun, 91, kinesisk kommunistisk militär och politiker, Kinas president
- 1999 – Charles Crichton, 89, brittisk filmregissör
- 2004 – Ove Sprogøe, 84, dansk skådespelare
- 2005 – Robert Wise, 91, amerikansk filmregissör och producent
- 2009
  - Keith Floyd, 65, brittisk tv-kock
  - Patrick Swayze, 57, amerikansk skådespelare
- 2011
  - Rudolf Mössbauer, 82, tysk vetenskapsman och mottagare av Nobelpriset i fysik 1961
  - Malcolm Wallop, 78, amerikansk republikansk politiker, senator (Wyoming)
- 2023 – Lauch Faircloth, 95, amerikansk politiker
- 2024 – Jaber al-Mubarak al-Hamad al-Sabah, 82, kuwaitisk politiker

### Fotnoter
1. ↑  Brylla, Eva (red.). Namnlängdsboken. Gjøvik: Norstedts ordbok, 2000 ISBN 91-7227-204-X
2. ↑  af Klintberg, Bengt. Namnen i almanackan. Gjøvik: Norstedts ordbok, 2001 ISBN 91-7227-292-9
3. ↑  ”Universitetets namnsdagsalmanacka - Universitetets almanacksbyrå”. almanakka.helsinki.fi. Helsingfors universitet. https://almanakka.helsinki.fi/sv/kalender-2025/. Läst 22 februari 2025.
4. ↑  ”Namnsdagsrevideringar - Universitetets almanacksbyrå”. almanakka.helsinki.fi. Helsingfors universitet. https://almanakka.helsinki.fi/sv/namnsdagar/namnsdagsrevideringar.html. Läst 3 oktober 2020.
5. ↑  http://www.ancientpages.com/2016/09/14/on-this-day-in-history-battle-of-devils-hole-was-fought-on-sep-14-1763/
6. ↑  ”The Battle of Crampton’s Gap”. Civil War Trust. Arkiverad från originalet den 1 april 2018. https://web.archive.org/web/20180401213501/https://www.civilwar.org/learn/maps/battle-cramptons-gap. Läst 1 april 2018.
7. ↑  https://www.mycivilwar.com/battles/620914a.html
8. ↑  ”South Mountain Crampton's, Turner's and Fox's Gaps”. Civil War Trust. Arkiverad från originalet den 1 april 2018. https://web.archive.org/web/20180401213422/https://www.civilwar.org/learn/civil-war/battles/south-mountain. Läst 1 april 2018.
9. ↑  ”Arkiverade kopian”. Arkiverad från originalet den 3 april 2018. https://web.archive.org/web/20180403234845/https://www.historychannel.com.au/h100/the-battle-of-trindade/. Läst 3 april 2018.
10. ↑  http://www.centenaryww1orange.com.au/events/14-september-1916/
11. ↑  ”About Isadora Duncan” (på engelska). Isadora Duncan Foundation. https://www.isadoraduncan.org/about-1. Läst 26 maj 2025.
12. ↑  ”VII – Transilvania în cel de-al Doilea Război Mondial” (på rumänska). Istoria României. Transilvania. "II". Cluj-Napoca: George Barițiu Publishing House. 1997. sid. 34
13. ↑  ”Arkiverade kopian”. Arkiverad från originalet den 2 april 2018. https://web.archive.org/web/20180402225423/https://rib.msb.se/html%5C2000%5C721.htm. Läst 2 april 2018.
14. ↑  https://www.aftonbladet.se/nyheter/article10506966.ab
15. ↑  https://www.youtube.com/watch?v=l_p4lT7WJr4
16. ↑  https://www.researchgate.net/publication/262372731_The_September_14_1995_Ometepec_Mexico_Earthquake
17. ↑  https://news.microsoft.com/2000/09/14/microsoft-announces-immediate-availability-of-windows-millennium-edition-windows-me/
18. ↑  ”Arkiverade kopian”. Arkiverad från originalet den 18 oktober 2020. https://web.archive.org/web/20201018100705/http://edition.cnn.com/2001/US/09/14/bush.terrorism/. Läst 1 april 2018.
19. ↑  http://news.bbc.co.uk/2/hi/europe/3108356.stm
20. ↑  https://www.nytimes.com/2004/09/14/international/car-bomb-kills-at-least-47-at-a-police-headquarters-in-baghdad.html
21. ↑  http://www.johnstonsarchive.net/terrorism/incidents/20050914a.html
22. ↑  http://news.bbc.co.uk/2/hi/middle_east/6177356.stm
23. ↑  http://news.bbc.co.uk/2/hi/middle_east/4448798.stm
24. ↑  https://books.google.se/books?id=L_hxQ5fiAAgC&pg=PA181&lpg=PA181#v=onepage&q&f=false
25. ↑  https://books.google.se/books?id=Jw8o33v6NjQC&pg=PA282&lpg=PA282#v=onepage&q&f=false
26. ↑  https://www.svt.se/agenda/palmes-betydelse-har-inte-overdrivits/
27. ↑  https://www.svt.se/kultur/film/rekordfilm-om-palme
28. ↑  http://gcaptain.com/hundreds-feared-dead-migrant-boat-sinks-libya/
29. ↑  ”United States” (på engelska). World Statesmen. http://www.worldstatesmen.org/United_States.html. Läst 7 november 2012.
30. ↑  Dansk kvindebiografisk leksikon – Marie Christensen